# Филёр
Филёр (фр. fileur, от filer — выслеживать) — сыщик, агент Охранного отделения или уголовно-сыскной полиции в России конца XIX — начала XX века, в обязанности которого входили проведение наружного наблюдения и негласный сбор информации о лицах, представляющих интерес.

## Филёры в начале XX века
Накануне Первой мировой войны насчитывалось 70 500 осведомителей и около 1000 филёров. Известно, что ежедневно в обеих столицах на службу выходило от 50 до 100 агентов наружного наблюдения.
Кандидат на место филёра должен был быть «честным, трезвым, смелым, ловким, развитым, сообразительным, выносливым, терпеливым, настойчивым, осторожным». Обычно брали молодых людей до 30 лет. Важный фактор - неприметная внешность.
Большинство филёров было людьми малообразованными, и в этом плане филёрская служба, несмотря на все усилия чинов политического сыска, так и не смогла в основном подняться выше унтер-офицерского уровня.

## Центральный филёрский отряд
Центральный филёрский отряд входил в состав Отделения по охранению общественной безопасности и порядка. Охранное отделение, которое также называли «охранкой», было создано в 1866 году после покушения Дмитрия Каракозова на императора Александра II. В его обязанности входило обеспечение безопасности императора, его семьи и ключевых государственных деятелей.
Среди задач филёров была охрана лиц, на которые, по имевшимся сведениям, готовились покушения. Эффективность работы филёров в подобных случаях не всегда была высокой. В частности, в 1911 году на вологодского тюремного инспектора было совершено покушение в театре. Филёры выбрали точкой наблюдения балкон театра, из-за чего не смогли ни предотвратить преступление, ни поймать преступницу.
Департамент полиции на основе существующего опыта сформулировал требования по организации охраны лиц. Например, жильцов близлежащих домов и зданий следовало проверить на политическую благонадёжность, а за лицами, появляющимися в районе или местности охраны, должны были следить филёры. О всех подозрительных лицах, автомобилях, событиях филёры сообщали в ежедневных отчётах.
При посещении охраняемым лицом мероприятия в помещении один филёр должен был находиться в непосредственной близости к нему с целью предотвращения покушений, а второй — оставаться снаружи, чтобы следить за входящими и выходящими людьми, а также для того, чтобы поймать преступника в случае покушения.
Агенты Центрального филёрского отряда должны были за две недели до прибытия высочайших особ выехать на место, поступить в распоряжение руководителя местного органа политического сыска, ознакомиться с настроениями и обстановкой и организовать наружное наблюдение. Революционеров филёры должны были знать в лицо по фотографиям, и при обнаружении либо задержать, либо наблюдать в зависимости от ситуации.

## В массовой культуре
- В фильме Романа Балаяна 1987 года «Филёр» перед главным героем, уволившимся учителем гимназии, встаёт выбор: стать доносчиком или остаться без средств к существованию. Главную роль исполнил Олег Янковский.
- В городе Владимир установлена скульптурная композиция, памятник шалопаю и филёру[7][8]. Филёр в композиции сливается с афишной тумбой, что показывает его профессионализм[9].

## Известные или примечательные личности
- Евстратий Павлович Медников — деятель российского политического сыска, создатель школы агентов наружного наблюдения. Создал лучшее подразделение филёров по мнению современников[9]. Был самоучкой, выходцем из крестьян, начинал с должности филёра[10].